# 今治市乗合タクシー
今治市乗合タクシー（いまばりしのりあいタクシー）は、愛媛県今治市で運行されている乗合タクシーである。市内3地区で運行しており、運行主体は今治市地域公共交通活性化協議会で、市内に本社を置くタクシー会社に委託している。

## 概要
モータリゼーションや人口減少などによる利用者減少、運転手不足などで路線バスの廃止・縮小が進む中、路線バス廃止代替として、市民の日常生活に必要な移動手段確保を目的に運行している。
2022年4月より、今治市朝倉地域・吉海地域で運行を開始した。運行開始に当たって策定された「今治市地域旅客運送サービス継続実施計画」は地域公共交通活性化再生法に基づき、同年2月25日付で国土交通省より認定を受けた。地域公共交通活性化再生法が2020年に改正されて以降、全国で初めての認定案件となった。
2023年10月には玉川地域での運行を開始し、2024年10月現在今治市内の3つのエリア（朝倉地域・玉川地域・吉海地域）で運行されている。
いずれの路線も予約制となっており、予約がない場合は運行されない。

## 歴史
- 2022年
  - 4月 - 朝倉地域、吉海地域で乗合タクシーの実証運行開始[2]。
  - 10月 - 朝倉地域、吉海地域での乗合タクシーの本格展開開始。
- 2023年10月 - 玉川地域での乗合タクシーの運行開始[3]。
- 2024年10月 - 朝倉地域乗合タクシーの運行を週2日から毎日に変更し便数を増便。吉海地域乗合タクシーの運行を週5日から毎日に変更。

## 現行路線

### 朝倉地域乗合タクシー
2022年3月末に瀬戸内運輸が運行する朝倉線の一部（朝倉支所前～浅地口）が廃止となり、同年4月より運行開始。月・水・金曜に朝倉支所前～浅地口間を一日3往復、火、木曜は済生会今治病院方面までの行き1便と帰り2便で運行を開始した。2024年9月末には瀬戸内運輸の朝倉線（今治営業所～朝倉支所）が廃止となり、市は同年10月より乗合タクシーの運行を週2日から毎日とし、1日の便数を1.5往復から6往復へ拡大した。
運行日は月曜日～日曜日（祝日運行、年末年始は運休）。運行は有限会社延喜タクシーに委託している。旧市内エリアは乗降可能場所が定められているが、朝倉地域では利用者が指定する任意の場所での乗降が可能となっている。
系統
- 朝倉地域内移動（1日6便）
- 朝倉地域→旧市内エリア（1日6便）
- 旧市内エリア→朝倉地域（1日6便）

旧市内乗降可能場所
- 済生会今治病院
- 広瀬病院
- ワールドプラザ
- フレッシュバリュー今治高市店
- そごうマート上徳店
- マルナカ今治桜井店
- 伊予富田駅
- さいさいきて屋

### 吉海地域乗合タクシー
2022年3月末に瀬戸内海交通が運行する下田水港～田浦線が廃止となり、同年4月より運行開始。吉海支所周辺から田浦方面と、椋名方面に一日各4往復で運行を開始した。2024年10月より運行日が週5日（月曜日から金曜日）から週7日に変更となった。
運行日は、月曜日から日曜日（祝日運行、年末年始は運休）。運行は有限会社おおしまタクシーに委託している。吉海支所周辺では8カ所で乗降が可能となっており、田浦・椋名では利用者が指定する任意の場所での乗降が可能となっている。
系統
- 吉海支所周辺→田浦・椋名（1日4便）
- 田浦・椋名→吉海支所（1日4便）
- 田浦・椋名地域内移動（1日4便）

吉海周辺乗降可能場所
- 伊予銀行大島支店
- 愛媛銀行吉海支店
- 片山医院
- 斎藤クリニック
- 越智今治農業協同組合大島支店
- 村上歯科医院
- 今治市役所吉海支所
- ライフショップ大島

### 玉川地域乗合タクシー
2023年9月末で瀬戸内運輸が運行する葛谷線・神子森線が廃止となり、同年10月より運行を開始。
運行日は、月曜日から金曜日（祝日・年末年始は運休）。運行は常盤タクシー株式会社に委託している。玉川地域ではゴミステーションや集会所など100カ所以上の停留所での乗降が可能となっており、旧市内エリアでもイオンモール今治新都市などで乗降可能となっている。
系統
- 玉川地域→旧市内エリア（1日6便）
- 旧市内エリア→玉川地域（1日6便）
- 玉川地域内移動（1日6便）

旧市内エリア乗降可能場所
- イオンモール今治新都市
- フジ今治店
- 四村ショッパーズ
- 山内病院
- よりい眼科　など

玉川地域内乗降可能場所
- 今治市役所 玉川支所
- 越智今治農業協同組合玉川支店
- 玉川郵便局
- 鈍川温泉など